# Lugano Tigers
Die Lugano Tigers sind ein Schweizer Basketballverein aus Lugano im Schweizer Kanton Tessin. Die erfolgreiche Herrenmannschaft spielt in der A-Staffel der höchsten nationalen Spielklasse Basketball-Nationalliga.

## Geschichte
Der Verein wurde unter dem Namen FV Lugano 1981 als Fusionsklub von Federale Lugano und Viganello Basket gegründet, welche in den 1970er Jahren sehr erfolgreich gewesen waren und zusammen vier Schweizer Meisterschaften und fünf Schweizer Pokalsiege errungen hatten. Im ersten Jahr gelang 1982 ein weiterer Pokalsieg. Anschliessend blieben weitere Titelgewinne aus.
1999 benannte man sich in Lugano Snakes um und errang eine weitere Meisterschaft im Jahr 2000, worauf man gleich in der neu gegründeten EuroLeague 2000/01 antrat. Auf der neben der Suproleague höchsten europäischen Vereinsebene errang man in der Vorrunde immerhin drei Siege in zehn Spielen, verpasste aber knapp die Teilnahme am Achtelfinale dieses Wettbewerbs. Auf nationaler Ebene folgten 2001 und 2002 zwei Double-Erfolge. 2003 jedoch war der Verein finanziell am Ende und musste liquidiert werden.
Im Jahr 2003 erwarb man daher die Lizenz von AB Viganello, der Nachfolgeorganisation von Viganello Basket, und trat in der Folge als Lugano Tigers an. Im Jahr 2006 gewann man erneut die Meisterschaft und nach dem Meisterschaftserfolg 2010 qualifizierte man sich der Saison 2010/11 erstmals wieder für eine Hauptrunde eines europäischen Vereinswettbewerbs. Im drittrangigen EuroChallenge-Wettbewerb schied man jedoch nach der Vorrunde aus, während man auf nationaler Ebene ein weiteres Double errang, was in der darauffolgenden Spielzeit 2011/12 wiederholt werden konnte. Nachdem man die Meisterschaft 2013 gegen die Lions de Genève in fünf Spielen verloren hatte, konnte man sich im Jahr darauf den Titel 2014 in einer Best-of-Seven-Serie in sieben Spielen gegen Rekordmeister Fribourg Olympic zurückholen.

## Bekannte Spieler
| - Tom Scheffler 1982/1983, 1985/1986 - / Michael Polite 1996–2003 - Todd Mitchell 1998/1999 - Nikola Dačević 1999/2000, 2001–2004, 2005–2007, 2012/2013 - Derell Washington 1999/2000 - Harold Mrazek 1999–2001 - Patrick Koller 1999–2001 - Norbert Valis 1999–2001 - Lee Matthews 2000/2001 - Spencer Dunkley 2000/2001 - Rashid Atkins 2001/2002 - / Peter Lisicky 2001/2002 | - / Marko Verginella 2002/2003, 2009 - / Dušan Mlađan 2002–2005, seit 2008 - / Rodrigo Pastore 2005/2006 - Andrija Crnogorac 2005–2008, seit 2011 - Brian Brown 2010 - / Alon Stein 2010 - Sean Finn 2010/2011 - Ryan Richards 2011/2012 - / Nick George 2012 - Branko Milisavljević 2012/2013 - Rickey Gibson seit 2013 |